# Asarum heterotropoides
Asarum heterotropoides F.Schmidt – gatunek rośliny z rodziny kokornakowatych (Aristolochiaceae Juss.). Występuje naturalnie w Japonii oraz północno-wschodnich Chinach – w prowincjach Heilongjiang, Jilin i Liaoning. 

## Morfologia
PokrójBylina tworząca kłącza.
LiścieZebrane w pary, mają kształt od owalnie sercowatego do niemal nerkowatego. Mierzą 4–9 cm długości oraz 5–13 cm szerokości. Są owłosione od spodu. Blaszka liściowa jest o sercowatej nasadzie i wierzchołku od tępego do ostrego. Ogonek liściowy jest mniej lub bardziej i dorasta do 1–15 cm długości.
KwiatySą promieniste, obupłciowe, pojedyncze. Okwiat ma dzbankowaty kształt i brązowo purpurową barwę, dorasta do 1–1,5 cm długości oraz 1 cm szerokości. Listki okwiatu mają trójkątnie owalny kształt. Zalążnia jest górna z wolnymi słupkami.

## Biologia i ekologia
Rośnie w wilgotnych lasach. Kwitnie w maju. 

## Zmienność
W obrębie tego gatunku wyróżniono jedną formę:
- Asarum heterotropoides f. mandshuricum (Maxim.) Kitag.